# Lijst van golfers uit Zuid-Afrika
Deze lijst van golfers uit Zuid-Afrika geeft een overzicht weer van golfers uit Zuid-Afrika die golftoernooien wonnen op de bekende golftours zoals de Sunshine Tour, de Amerikaanse PGA Tour en de Europese PGA Tour.

## A
- Warren Abery
- Jaco Ahlers
- Thomas Aiken
- Fulton Allem
- Tyrol Auret

## B
- Hugh Baiocchi
- Christiaan Basson
- Steve Basson
- Oliver Bekker
- Jacques Blaauw
- John Bland
- Desvonde Botes
- Michiel Bothma
- Stacy Lee Bregman
- Merrick Bremner
- Sid Brews
- Heinrich Bruiners
- Hendrik Buhrmann
- Dean Burmester

## C
- Connie Chen
- J.G. Claassen
- Tim Clark
- Wallie Coetsee
- Charl Coetzee
- George Coetzee
- Bobby Cole
- André Cruse
- Andrew Curlewis

## D
- Sammy Daniels
- Chris Davison
- Ruan de Smidt
- Warrick Druian

## E
- Bryce Easton
- Melissa Eaton
- Ernie Els

## F
- Tyrone Ferreira
- Darren Fichardt
- Trevor Fisher Jr.
- Ben Fouchee
- Dion Fourie
- John Fourie
- Dylan Frittelli
- David Frost
- Fulton Allem

## G
- Don Gammon
- Andrew Georgiou
- Retief Goosen
- Branden Grace
- Vaughn Groenewald

## H
- Anton Haig
- Alex Haindl
- Justin Harding
- Jared Harvey
- Jeff Hawkes
- Dale Hayes
- Allan Henning
- Harold Henning
- Nic Henning
- Justin Hobday
- Simon Hobday
- Keith Horne
- Jean Hugo
- Ian Hutchings

## I
- Trevor Immelman
- Hugh Inggs

## J
- Louis de Jager
- Derek James

## K
- James Kamte
- Richard Kaplan
- Peter Karmis
- James Kingston
- Michael Kirk
- Jbe' Kruger

## L
- Dean Lambert
- Nicholas Lawrence
- Gavan Levenson
- Brett Liddle
- Bobby Lincoln
- Bobby Locke
- Rossouw Loubser

## M
- Martin Maritz
- John Mashego
- Makgetha Mazibuko
- Doug McGuigan
- Andrew McLardy
- Anthony Michael
- Alan Michell
- Titch Moore
- Grant Muller
- Garth Mulroy
- Mark Murless

## N
- Lindani Ndwandwe
- Colin Nel
- John Nelson
- Prinavin Nelson
- Shaun Norris

## O
- Patrick O'Brien
- Louis Oosthuizen
- Hennie Otto

## P
- Lee-Anne Pace
- Ian Palmer
- Brenden Pappas
- Deane Pappas
- Sean Pappas
- Brandon Pieters
- Gary Player
- Haydn Porteous
- Jimmy Prentice
- Douglas Proudfoot

## R
- Ryan Reid
- Ashley Roestoff
- Jake Roos
- Erik van Rooyen
- Lyle Rowe

## S
- Rory Sabbatini
- Neil Schietekat
- Warren Schutte
- Attie Schwartzel
- Charl Schwartzel
- Teboho Sefatsa
- J.J. Senekal
- Sewsunker Sewgolum
- Bertus Smit
- Theunis Spangenberg
- Richard Sterne
- Robbie Stewart
- Brandon Stone
- Kevin Stone
- Chris Swanepoel
- Callie Swart

## T
- Reg Taylor
- Des Terblanche
- Ryan Tipping
- Vincent Tshabalala

## V
- Tyrone van Aswegen
- Divan van den Heever
- Ulrich van den Berg
- Dawie van der Walt
- Tjaart van der Walt
- Nico van Rensburg
- Dean van Staden
- Danie van Tonder
- Steve van Vuuren
- Jaco Van Zyl
- Bradford Vaughan
- Bobby Verwey

## W
- Justin Walters
- Roger Wessels
- Wayne Westner
- Clinton Whitelaw